# Limassol (distrito)

Localização do distrito de Limassol

O Distrito de Limassol é um dos 6 distritos de Chipre. Sua cidade principal é Limassol.